# Корниловский сельсовет (Новосибирская область)
Корниловский сельсовет — сельское поселение в Болотнинском районе Новосибирской области Российской Федерации.
Административный центр — село Корнилово.

## История
Статус и границы сельского поселения установлены Законом Новосибирской области от 2 июня 2004 года № 200-ОЗ «О статусе и границах муниципальных образований Новосибирской области»

## Население
| 2002 | 2010 | 2012 | 2013 | 2014 | 2015 | 2016 |
| ---- | ---- | ---- | ---- | ---- | ---- | ---- |
| 649  | ↘515 | ↘507 | ↗508 | ↘503 | ↘489 | ↘482 |
| 2017 | 2018 | 2019 | 2020 | 2021 |      |      |
| ↗486 | ↘481 | ↘474 | ↘473 | ↘462 |      |      |

## Состав сельского поселения
| № | Населённый пункт | Тип населённого пункта       | Население |
| - | ---------------- | ---------------------------- | --------- |
| 1 | Кармановка       | деревня                      | ↘46       |
| 2 | Корнилово        | село, административный центр | ↘379      |
| 3 | Правососновка    | деревня                      | ↘90       |